# Sladkor
Sladkor, s kemijskim imenom saharoza, je naravno sladilo iz skupine ogljikovih hidratov. Surovi oz. rjavi sladkor, ki je vmesni produkt ekstrakcije saharoze iz sladkornega trsa, vsebuje do 99,5 % saharoze v suhi snovi. Rafinirani oz. beli sladkor vsebuje več kot 99,5 % saharoze v suhi snovi.

## Zgodovina sladkorja
Pradomovina sladkorja je verjetno Indija, to potrjuje izvor imena sladkorja - sakara, ki izvira iz Sanskrta. Zahod se je prvič srečal s sladkorjem v antičnem času, ko so ga Grki in Rimljani uvažali iz Daljnega vzhoda kot izredno dragoceno blago, ki so ga uporabljali tudi v zdravilstvu. V srednjem veku je Evropa »pozabila« na sladkor in šele prve križarske vojne so v Evropi ponovno vzbudili zanimanje za sladkor.
Na zahod pa so proizvodnjo sladkorja iz sladkornega trsa prvi prinesli Arabci, ki so tehnologijo proizvodnje pridobili pri Perzijcih. Okoli leta 1000 so na Kreti ustanovili prvo industrijsko rafinerijo. Otok so zato poimenovali Qandi, kar pomeni kristaliziran sladkor.
Ker kontinentalno podnebje v Evropi ne omogoča uspevanja sladkornega trsa, so takratne evropske velesile začele gojiti sladkorni trs v tropskem delu Novega sveta. Proizvodnja sladkorja v Novem svetu je bila delovno zelo intenzivna, zato so kolonialne velesile vzpostavile donosno trgovino s sužnji, ki so v glavnem delali na poljih sladkornega trsa. Trgovina s sužnji je postala del znamenite trikotne trgovine med Amerikama, Evropo in Afriko.
Proizvodnja sladkorja iz sladkorne pese se je začela proti koncu osemnajstega stoletja v takratni Prusiji, ko so takrat zaradi visoke cene trsnega sladkorja postavili tovarno za proizvodnjo sladkorja iz sladkorne pese. Množično pa se je ta tehnologija razširila po Evropi v času Napoleonovih vojn in britanske pomorske blokade, ki je kontinentalni Evropi skoraj popolnoma ustavila dobavo trsnega sladkorja.

## Proizvodnja sladkorja
Saharoza se pojavlja skoraj v vsem sadju, učinkovito pa se jo lahko pridobiva samo iz sladkorne pese in sladkornega trsa. Sladkorni trs (Saccharum officinarum) je večletna tropska rastlina iz družina trav, ki v steblu vsebuje okoli 10 % saharoze na enoto suhe teže. Sladkorna pesa (Beta vulgaris) je dvoletna rastlina, ki raste izključno na območjih z zmernim podnebjem in se za proizvodnjo saharoze porabi že prvo leto. Ima višjo vsebnost saharoze od sladkornega trsa (okoli 17 %), vendar bistveno manjši hektarski pridelek (pod 10 ton saharoze na hektar).
Tehnologija ekstrakcije saharoze iz sladkorne pese se razlikuje od postopka ekstrakcije iz sladkornega trsa. V primeru sladkornega trsa je prva faza ekstrakcije surovi sladkor, ki je že primeren za uporabo, vendar se ga večina dalje rafinira v beli sladkor. Z ekstrakcijo saharoze iz sladkorne pese pa pridobimo neposredno beli sladkor.
| Država                     | 2007/08 | 2008/09 | 2009/10 | 2010/11 | 2011/12 |
| -------------------------- | ------- | ------- | ------- | ------- | ------- |
| Brazilija                  | 31.600  | 31.850  | 36.400  | 38.350  | 35.750  |
| Indija                     | 28.630  | 15.950  | 20.637  | 26.650  | 28.300  |
| Evropska unija             | 15.614  | 14.014  | 16.687  | 15.090  | 16.740  |
| Ljudska republika Kitajska | 15.898  | 13.317  | 11.429  | 11.199  | 11.840  |
| Tajska                     | 7.820   | 7.200   | 6.930   | 9.663   | 10.170  |
| Združene države Amerike    | 7.396   | 6.833   | 7.224   | 7.110   | 7.153   |
| Mehika                     | 5.852   | 5.260   | 5.115   | 5.495   | 5.650   |
| Rusija                     | 3.200   | 3.481   | 3.444   | 2.996   | 4.800   |
| Pakistan                   | 4.163   | 3.512   | 3.420   | 3.920   | 4.220   |
| Avstralija                 | 4.939   | 4.814   | 4.700   | 3.700   | 4.150   |
| Drugi                      | 38.424  | 37.913  | 37.701  | 37.264  | 39.474  |
| Skupaj                     | 163.536 | 144.144 | 153.687 | 161.437 | 168.247 |

V letu 2008 so največ sladkorja uvozile: Rusija (2,8 mio. ton), EU (4 mio. ton), ZDA (2,5 mio. ton).

## Poraba
V večini sveta je sladkor pomemben del človekove preharne, saj je zaradi njega hrana bolj okusna, hkrati pa sladka hrana telesu da več energije. Sladkor za žitaricami in rastlinskimi olji zagotavlja največ kilokalorij na osebo na dan v človekovi prehrani. Po podatkih FAO je bilo leta 1999 na svetu na osebo porabljenih kar 24 kg sladkorja. Po predvidevanjih naj bi se poraba sladkorja do konca leta 2015 dvignila na 25,1 kg na osebo na leto.
Po podatkih, pridobljenih z različnimi anketami naj bi sicer med letoma 1999 in 2008 vnos dodanega sladkorja na osebo upadel za 24 odstotkov. Vnos naj bi padel pri vseh starostnih skupinah, kot tudi po etničnih in družbenih skupinah.
| Država                  | 2007/08 | 2008/09 | 2009/10 | 2010/11 | 2011/12 | 2012/13 |
| ----------------------- | ------- | ------- | ------- | ------- | ------- | ------- |
| Indija                  | 22.021  | 23.500  | 22.500  | 23.500  | 25.500  | 26.500  |
| Evropska Unija          | 16.496  | 16.760  | 17.400  | 17.800  | 17.800  | 17.800  |
| Kitajska                | 14.250  | 14.500  | 14.300  | 14.000  | 14.400  | 14.900  |
| Brazilija               | 11.400  | 11.650  | 11.800  | 12.000  | 11.500  | 11.700  |
| Združene države Amerike | 9.590   | 9.473   | 9.861   | 10.086  | 10.251  | 10.364  |
| Ostale države           | 77.098  | 76.604  | 77.915  | 78.717  | 80.751  | 81.750  |
| Skupaj                  | 150.855 | 152.487 | 153.776 | 156.103 | 160.202 | 163.014 |

V ZDA je v zadnjih 40 letih poraba rafiniranega sladkorja na osebo nihala med 27 in 46 kg letno. Leta 2008 je v ZDA letna poraba sladkorja in ostalih sladil (brez umetnih sladil) znašala 61,9 kg na osebo. Od tega je poraba rafiniranega sladkorja znašala 29,65 kg na osebo na leto, poraba sladil na osnovi koruznega škroba pa 31 kg na osebo na leto.

### Poraba belega sladkorja v Sloveniji
Po podatkih Statističnega urada Republike Slovenije je bilo v Sloveniji v letu 2013 porabljenih 129.420 ton belega sladkorja.